# Rhys Ifans
Rhys Ifans, właśc. Rhys Owain Evans (ur. 22 lipca 1967 w Haverfordwest) – brytyjski aktor i muzyk. Laureat nagrody BAFTA TV za rolę komika Petera Cooka w filmie telewizyjnym Channel 4 Nie tylko ale zawsze (Not Only But Always, 2004). Nominowany do nagrody BAFTA dla najlepszego aktora drugoplanowego i nagrody Satelity dla najlepszego aktora drugoplanowego za rolę Spike’a, współlokatora Hugh Granta w komedii romantycznej Rogera Michella Notting Hill (1999). Był także nominowany do Teen Choice Awards jako najlepszy filmowy czarny charakter za rolę Curta Connorsa w filmie Niesamowity Spiderman (2012).

## Życiorys

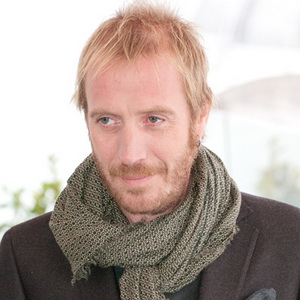
Rhys Ifans (2011)

Urodził się w Haverfordwest, w hrabstwie Pembrokeshire, w Walii jako syn Beti-Wyn (z domu Davies), nauczycielki przedszkola, i Eurwyna Evansa, nauczyciela szkoły podstawowej. Wychowywał się w Ruthin wraz z młodszym bratem Llŷrem (ur. 1968).
Mając 13 lat zmienił swoje nazwisko na „Ifans” i został wokalistą grupy rockowej Super Furry Animals. Po ukończeniu High School Ysgol Maes Garmon w Mold i Guildhall School of Music and Drama, porzucił Walię i wyjechał do Londynu.
Początkowo grał na scenie w przedstawieniach: Hamlet w Theatr Clwyd, Sen nocy letniej w Regent’s Park Theatre i Volpone w Royal National Theatre. Przez 18 miesięcy występował w National Theatre w Manchesterze. Został dostrzeżony na dużym ekranie ze swoim młodszym bratem Llyrem w wyreżyserowanym przez Kevina Allena komediodramacie Twin Town (1997). Wystąpił też w filmie Harry Potter i Insygnia Śmierci, Część  1 (2010) w roli Ksenofiliusa Lovegooda.

## Filmografia

### Filmy
- 1997: Twin Town jako Jeremy Lewis
- 1998: Taniec ulotnych marzeń jako Gerry Evans
- 1999: Notting Hill jako Spike
- 2000: Sezon rezerwowych jako Nigel Gruff
- 2000: Mały Nicky jako Adrian
- 2001: Kroniki portowe jako Beaufield Nutbeem
- 2001: Opowieść wigilijna jako Bob Cratchit (głos)
- 2001: Formuła jako Iki
- 2004: Vanity Fair. Targowisko próżności jako William Dobbin
- 2004: Przetrzymać tę miłość jako Jed
- 2005: Chromofobia jako Colin
- 2006: Garfield 2 jako McBunny (głos)
- 2007: Hannibal. Po drugiej stronie maski jako Grutas
- 2007: Elizabeth: Złoty wiek jako Robert Reston
- 2009: Radio na fali jako Gavin Kavanagh
- 2010: Harry Potter i Insygnia Śmierci, Część 1 jako Ksenofilius Lovegood
- 2010: Greenberg jako Ivan Schrank
- 2010: Gra namiętności jako Sam Adamo
- 2010: Niania i wielkie bum jako wujek Phil
- 2010: Wyjście przez sklep z pamiątkami jako narrator
- 2011: Anonimus jako Edward de Vere
- 2012: Niesamowity Spider-Man jako Curt Connors
- 2012: Jeszcze dłuższe zaręczyny jako Winton Childs
- 2014: Serena jako Galloway
- 2014: Pani Bovary jako kupiec bławatny Lheureux
- 2014: Dziewczyna warta grzechu jako Seth Gilbert
- 2016: Alicja po drugiej stronie lustra jako Zanik Hightopp, ojciec Kapelusznika
- 2016: Snowden jako Corbin O’Brian
- 2017: Last Call jako Dylan Thomas
- 2018: Na pożegnanie jako Karl
- 2019: Brudna gra jako Ed Vulliamy
- 2020: Niepokorna miss jako Eric Morley
- 2021: Spider-Man: Bez drogi do domu jako dr Curt Connors / Lizard
- 2021: King’s Man: Pierwsza misja jako Grigorij Rasputin

### Seriale
- 1991: Spatz jako Dave
- 1995: Screen Two jako Kevin
- 1996: Shakespeare Shorts jako Makbet
- 1997: Trial & Retribution jako Michael Dunn
- 2008: The Last Word Monologues jako Hugh
- 2011: Nibylandia jako Jimmy Hook
- 2013–2014: Elementary jako Mycroft Holmes
- 2016–2019: Stacja Berlin jako Hector DeJean
- 2021: Świątynia jako Gubby
- 2022: Ród Smoka jako Otto Hightower

### Teledyski
| Rok  | Tytuł                          | Wykonawca   |
| ---- | ------------------------------ | ----------- |
| 1997 | „Mulder and Scully”            | Catatonia   |
| 2000 | „Mama Told Me Not to Come”     | Kelly Jones |
| 2005 | „The Importance of Being Idle” | Oasis       |